# José González Gastañaga
José González Gastañaga (Madrid, 14 de enero de 1918 - Huelva, 15 de julio de 2013) fue un militar republicano y político socialista español, represaliado durante el franquismo y elegido en cuatro ocasiones senador.

## Biografía
Nació en Madrid el 14 de enero de 1918 en el seno de una familia humilde. Quedó huérfano de padre a los pocos años de nacer y su madre sacó a su familia adelante gracias a una portería que regentaba en la madrileña calle Limón. Al cumplir los dieciséis años de edad se afilió a las Juventudes Socialistas de España. Con el fracasado golpe de Estado de julio de 1936 que dio inicio a la Guerra Civil, González Gastañaga se incorporó al arma de aviación de la República y combatió en distintos frentes durante toda la contienda, en especial en la defensa de Madrid y en la defensa de Cartagena. En el tramo final del conflicto fue detenido por los sublevados, juzgado por un tribunal militar y condenado a doce años y un día de prisión por «auxilio a la rebelión», de los que cumplió dos. Él siempre repetía “¡Qué sarcasmo! ¿Quién se rebeló?”. Tras pasar por distintas prisiones y cárceles, fue puesto en libertad con orden de destierro a cumplir en Sevilla, puesto que lo consideraban peligroso en Madrid, ciudad que desconocía y a la que llegó de muy mal humor. Se casó y se asentó en Huelva. Militante activo del Partido Socialista Obrero Español (PSOE) en el tardofranquismo está considerando como uno de los re-fundadores del PSOE de Huelva tras la restauración de la democracia, organización de la que fue secretario provincial y presidente
Por la circunscripción de Huelva fue elegido senador en las primeras elecciones democráticas celebradas tras la dictadura en 1977, cargo que renovó en las siguientes tres convocatorias electorales: 1979, 1982 y 1986. De todas estas legislaturas es de la primera de la que guarda mejores recuerdos “es en la que más trabajé, en sesiones de mañana y tarde, era necesario un gran consenso para conseguir la Constitución, y ese consenso se logró”. También fue diputado provincial y concejal del Ayuntamiento de Huelva durante los primeros cuatro años de corporaciones democráticas (1979-1983). En su actividad como parlamentario, fue presidente de la Comisión de Obras Públicas, Urbanismo y Transporte (1986-1989) y vicepresidente con anterioridad (1977-1979), suplente de la Diputación Permanente (1979-1989) y vicepresidente primero de la Comisión de Defensa (1982-1986). Nunca dejó la actividad social y política y gustaba de reunirse con otros socialistas y celebrar juntos el aniversario de la República. En los últimos años fue responsable de organizaciones de mayores, como el caso de la Federación de Organizaciones Andaluzas de Mayores (FOAM), de la que fue presidente.